# Eithne
Eithne  è un nome proprio di persona irlandese e gaelico scozzese femminile.

## Varianti
- Irlandese: Ethne[1][2], Aithne[1][2]
  - Forme anglicizzate: Etna[1], Ethna[1], Enya[1], Ena[1][2], Edna[1]
- Scozzese:
  - Forme anglicizzate: Edna[1]

### Varianti in altre lingue
- Gallese: Ethni

## Origine e diffusione
È un nome di origine gaelica, portato da diverse figure della mitologia irlandese, come Ethniu, moglie di Cian, ed Eithne, moglie di Fiacha Finnfolaidh; secondo alcune fonti vuol dire "nocciolo", "chicco", "gheriglio" in gaelico, mentre altre lo considerano una forma più antica del nome Áine, che vuol dire "radiosità"; tale nome, che nella mitologia celtica era portato dalla regina delle fate, era anche utilizzato come forma irlandese di Anne.
Occasionalmente, Eithne è stato confuso con Eibhlín, la forma irlandese di Eileen.
Il suo uso nei paesi di lingua inglese risale al tardo XIX secolo. Il nome conta molte forme anglicizzate, alcune delle quali sono omografe di altri nomi di origine diversa:
- Edna coincide con il nome biblico Edna, proveniente dall'ebraico עֶדְנָה ('Ednah)[4]
- Etna coincide con il nome di Etna, una dea della mitologia greca, eponima dell'omonimo vulcano, dal greco antico Αἴτνη (Aitne)
- Ena, che può anche essere un'anglicizzazione del nome Aodhnait, venne resa celebre in Inghilterra dalla principessa Ena, nipote della regina Vittoria[5]. Coincide inoltre con Ena, un diminutivo croato di Irena[6], e con un termine chinook che vuol dire "castoro"[5].

## Onomastico
L'onomastico si può festeggiare in memoria di santa Eithne, figlia di re Lóegaire mac Néill, sorella di santa Fidelma e seguace di san Patrizio, ricordata l'11 gennaio.

## Persone
- Eithne Patricia Ní Bhraonáin, vero nome di Enya, cantante e musicista irlandese

### Varianti
- Ena Gregory, attrice australiana